# Anna Simon (Politikerin)

Anna Simon

Anna Simon (* 6. Januar 1862 in Berlin; † 23. Juni 1926 in Berlin-Hermsdorf) war eine deutsche Politikerin (SPD).

## Leben und Wirken
Anna Simon wurde 1862 als Tochter eines Schneidergesellen geboren. Nach dem Besuch der Hedwigschule in Berlin arbeitete sie bis 1908 als Kurbelstepperin. In den 1880er Jahren begann sie sich in der Arbeiterbewegung zu engagieren: Sie beteiligte sich an der Gründung des Verbandes der Kurbelstepper, dessen zweite Vorsitzende sie von 1900 bis 1904 war, und betätigte sich in der Sozialdemokratischen Partei Deutschlands (SPD). Im August 1911 wurde Simon Mitglied des Kreisvorstands der Landesgruppe ihrer Partei im Westhavelland.
Am 1. Januar 1908 wurde Simon Vorstandsmitglied der Berliner Filiale des Textilarbeiterverbandes. Am 1. November 1908 wurde sie Angestellte des Textilarbeiterverbandes, für den sie bis zum 1. April 1911 in Forst und anschließend in Brandenburg tätig war. Vom 1. März 1916 bis zum 1. Januar 1919 arbeitete Simon als Rechnungsführerin der Volksfürsorge in Brandenburg.
Vom Januar 1919 bis zum Juni 1920 gehörte Simon der Weimarer Nationalversammlung als Abgeordnete für den Wahlkreis 2 (Westpreußen) an. Anschließend saß sie von 1921 bis 1924 im Preußischen Landtag.